# Regio's van Tsjechië

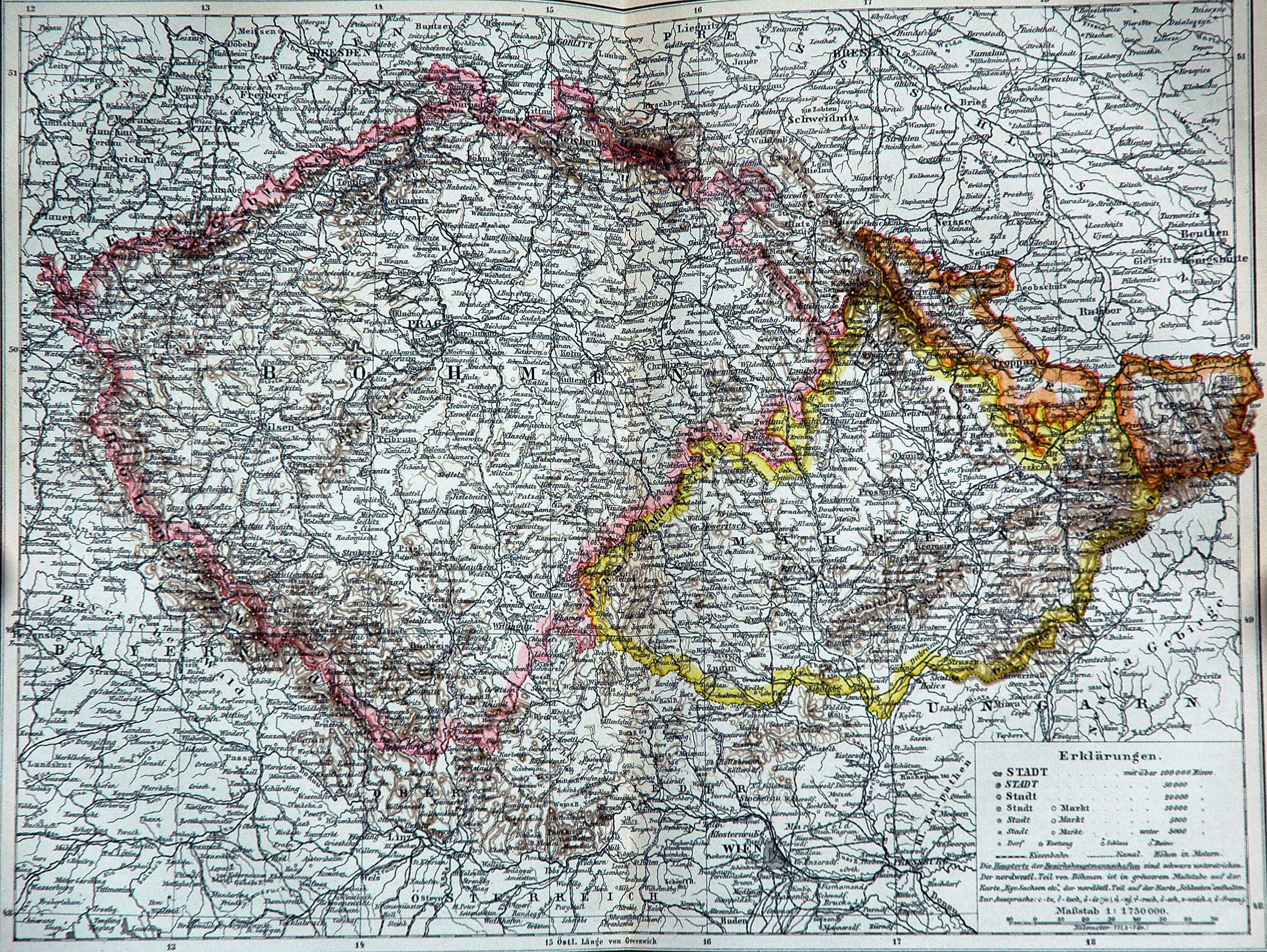
De historische Tsjechische landen

Tsjechië is een land in Centraal-Europa. Het vormt een eenheidsstaat en kent dus geen deelstaten. Op het bestuurlijk niveau tussen de nationale overheid en de lokale overheid heeft men in Tsjechië bestuurlijke regio's (Tsjechisch: kraj), vergelijkbaar met provincies. Ook is er een aantal historische regio's in het land.

## Historisch
Historisch gezien bestaat Tsjechië uit slechts drie regio's:
- Bohemen
- Moravië
- een deel van Silezië

## Bestuurlijk

Tsjechische regio's met kentekencodes

Bestuurlijk werd er in Tsjecho-Slowakije en sinds 1993 in Tsjechië een andere indeling aangehouden. Er zijn veertien regio's (Tsjechisch kraj).
| Vlag | Regio           | (Tsjechisch)         | Bevolking | Hoofdstad             | Kenteken |
| ---- | --------------- | -------------------- | --------- | --------------------- | -------- |
|      | Karlsbad        | Karlovarský kraj     | 304.573   | Karlsbad              | K        |
|      | Ústí nad Labem  | Ustecký kraj         | 823.193   | Ústí nad Labem        | U        |
|      | Liberec         | Liberecký kraj       | 429.803   | Liberec               | L        |
|      | Hradec Králové  | Kralovéhradecký kraj | 549.122   | Hradec Králové        | H        |
|      | Pardubice       | Pardubický kraj      | 506.808   | Pardubice             | E        |
|      | Olomouc         | Olomoucký kraj       | 639.423   | Olomouc               | M        |
|      | Moravië-Silezië | Moravskoslezský kraj | 1.249.909 | Ostrava               | T        |
|      | Pilsen          | Plzeňský kraj        | 552.898   | Pilsen                | P        |
|      | Midden-Bohemen  | Středočeský kraj     | 1.166.537 | bestuurd vanuit Praag | S        |
|      | Praag           | Praha                | 1.183.576 | Praag                 | A        |
|      | Zuid-Bohemen    | Jihočeský kraj       | 628.831   | České Budějovice      | C        |
|      | Vysočina        | Kraj Vysočina        | 511.114   | Jihlava               | J        |
|      | Zuid-Moravië    | Jihomoravský kraj    | 1.130.990 | Brno                  | B        |
|      | Zlín            | Zlínský kraj         | 589.869   | Zlín                  | Z        |

## Voetnoten
1. ↑  (cs)  Vybrané ukazatele krajů (NUTS 3) v roce 2006, Český statistický úřad, 1 maart 2008

Hradec Králové · Karlsbad · Liberec · Midden-Bohemen · Moravië-Silezië · Olomouc · Pardubice · Pilsen · Praag · Ústí nad Labem · Vysočina · Zlín · Zuid-Bohemen · Zuid-Moravië

Districten (Stadsdistricten van Praag) · Gemeenten 